# Sportplatz Förrlibuck
Het Stadion Förrlibuck was een multifunctioneel stadion in Zürich, een stad in Zwitserland. De naam komt van 'Föhren', wat 'denneboom' betekent. Het stadion stond op een heuvel met deze begroeiing.
De opening van het stadion vond plaats op 11 mei 1924. In het stadion was plaats voor 18.000 toeschouwers, waarvan ongeveer 14.000 staanplaatsen. Het stadion werd vanaf 1924 tot 1937 gebruikt door de voetbalclub FC Young Fellows Zürich. In 1937 voldeed het stadion niet meer en verhuisde de club naar Letzigrund. Het stadion kon nog wel worden gebruikt voor wedstrijden uit lagere divisies. Tevens zijn er vier interlands gespeeld. Het stadion werd in 1971 afgebroken om plaats te maken voor een spoorbrug.

## Interlands
| Voetbalinterlands | Voetbalinterlands | Voetbalinterlands        | Voetbalinterlands | Voetbalinterlands                      | Voetbalinterlands |
| №                 | Datum             | Wedstrijd                | Uitslag           | Competitie                             | Toeschouwers      |
| ----------------- | ----------------- | ------------------------ | ----------------- | -------------------------------------- | ----------------- |
| 1                 | 18 mei 1924       | Zwitserland – Hongarije  | 4–2               | Vriendschappelijk                      | 18.000            |
| 2                 | 19 april 1925     | Zwitserland – Nederland  | 4–1               | Vriendschappelijk                      | 20.000            |
| 3                 | 29 mei 1927       | Zwitserland – Oostenrijk | 1–4               | Vriendschappelijk                      | 17.000            |
| 4                 | 14 oktober 1928   | Zwitserland – Italië     | 2–3               | Centr.-Europese Inter. Beker 1927-1930 | 20.000            |